# Caroline Louise von Sachsen-Weimar-Eisenach

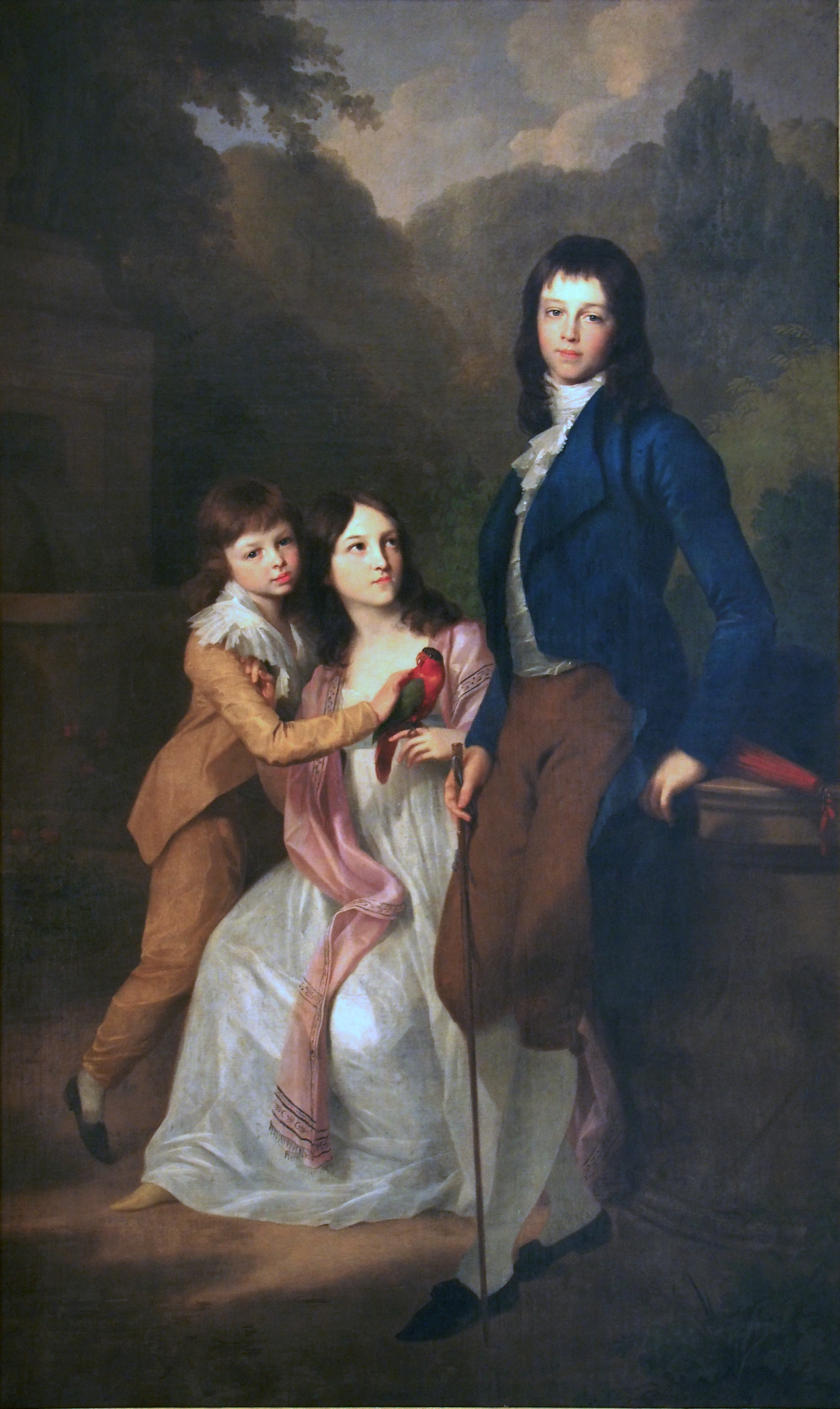
Caroline Louise mit ihren Brüdern Karl Friedrich (rechts) und Bernhard, Gemälde von Johann Heinrich Wilhelm Tischbein 1795, Schloss Weimar

Caroline Louise von Sachsen-Weimar-Eisenach (* 18. Juli 1786 in Weimar; † 20. Januar 1816 in Ludwigslust) war eine Prinzessin von Sachsen-Weimar-Eisenach und durch Heirat Erbgroßherzogin von Mecklenburg in Mecklenburg-Schwerin.

## Leben
Caroline Louise war die einzige überlebende Tochter des Herzogs Karl August von Sachsen-Weimar-Eisenach (1757–1828) aus dessen Ehe mit Luise (1757–1830), Tochter des Landgrafen Ludwig IX. von Hessen-Darmstadt. Die Prinzessin wurde sorgfältig erzogen. Für ihre Erziehung war Henriette von Knebel zuständig, ihre religiöse Bildung übernahm Johann Gottfried Herder. Goethe widmete ihr im Jahr 1807 das „Reise-, Zerstreuungs- und Trostbüchlein“ mit 88 Landschaften von seiner Hand und dichtete auf ihren frühen Tod das Logenlied: „An dem öden Strand des Lebens“.
Caroline Louise heiratete am 1. Juli 1810 in Weimar den Erbprinzen (späteren Erbgroßherzog) Friedrich Ludwig von Mecklenburg-Schwerin, der bereits zwei Kinder aus seiner vorangegangenen Ehe hatte. Das Gästehaus seines Vaters in Ludwigslust widmete Friedrich Ludwig seiner Gemahlin. Es wurde in Hotel de Weimar umbenannt.
Caroline Louise stand mit nahezu allen Weimarer Geistesgrößen, vor allem aber Charlotte von Lengefeld in regem Briefwechsel. Sie starb 29-jährig, nach der Geburt ihres dritten Kindes gesundheitlich angeschlagen, und empfahl ihrem Mann auf ihrem Sterbebett, sie nach ihrem Tod durch ihre Cousine Auguste von Homburg zu ersetzen.
Caroline Louise wurde im Helenen-Paulownen-Mausoleum im Schlosspark Ludwigslust beigesetzt.

## Nachkommen
Aus ihrer Ehe hatte Karoline folgende Kinder:
- Albrecht (1812–1834)
- Helene (Luise Elisabeth) (1814–1858)

⚭ 1837 Herzog Ferdinand von Chartres (1810–1842)
- Magnus (1815–1816)